# 도리도항
도리도항은 경기도 화성시 서신면 백미리의 도리도에 있는 어항이다. 2006년 10월 23일 화성시에서 어촌정주어항으로 지정하였다. 시설관리자는 화성시장이다.

## 연혁
- 도리도항은 경기도 화성시 서신면 백미리에 위치하고, 서울 서남부에 위치한 임해지역으로 수도권 1시간 이내의 교통망을 형성하고 있다. 이전에는 어항시설을 갖추지 않아 인근어항을 이용하였는데, 안산시 풍도 어촌계 조업에 관한 대법원 판결 후 어촌정주어항으로 지정되었다.
- 도리도 주변 간석지는 어패류 주 생산지로 마을어업권 330ha 및 맨손어업을 영위하는 어업인들의 생계터전이나 어업기반시설이 매우 열악하므로 도서지역 어항시설 건설로 해난사고 예방 및 지선 간석지에서 조업하는 어업인들의 편익을 도모하여 어업생산성 향상 및 소득증대와 도서지역 개발로 관광객 유치 및 수도권 휴식공간 제공등 다양한 어촌체험관광에 기여하고자 2006년 10월 23일 화성시에서 어촌정주어항으로 신규 지정하였다.[1]

## 어항구역
본 항의 어항구역은 다음과 같다.
- 수역: 백미리 778-1번지 지적선 끝에서 동방향으로   180.0m 나간 점에서 남동방향으로 300.0m,   이 지점에서 서남방향으로 280.0m, 이점에서   북방향으로 육지와 연결한 선을 따라 형성된   공유수면(68,000m2)
- 육역: 서신면 백미리 산144번지(29,455m2중2,148m2)

## 어항 시설
- 선착장 60m, 어선,어구보전시설: 2,644m2

## 주요 어종
- 바지락, 꽃게, 낙지, 주꾸미, 망둑어, 노래미, 우럭, 넙치 등

## 주변 관광
- 서울 서남부에 위치한 임해지역으로 수도권 1시간 이내의 교통망 형성과 대단위 국책사업인 시화지구, 화옹지구 간척개발 사업으로 대규모 용지확보에 따라 농지조성 등 다양한 형태의 개발 가능성이 무한한 지역으로 화성팔경중 2곳이(천혜의 관광지인 제부모세와 궁평낙조) 위치하고 있다.